# Apple Sidra
Apple Sidra (en chino: 蘋果西打; pinyin: Píngguǒ xī dǎ) es una bebida de cola que se distribuyó por primera vez en 1963 en Taiwán. La bebida se enorgullece del hecho de que está hecha sin conservantes ni sabores artificiales. Es fabricado por Oceanic Beverages Co., Inc. y se distribuye principalmente en Taiwán. La bebida tiene un dulce sabor a manzana natural con un poco de cítricos. Se vende en latas de 250 y 330 ml, botellas de vidrio de 275 ml y botellas de plástico de 600 ml, 1250 ml y 2 litros.

## Historia
Apple Sidra se introdujo por primera vez en 1963 y se produjo en 1965 con la ayuda de inversores taiwaneses de Filipinas y Estados Unidos. Llegó al mercado filipino en 1969, donde se vendía en botellas de vidrio. La bebida no fue realmente popular hasta la década de 1970. Al principio se fabricaba en latas de tres piezas, aunque en 1981 se convirtió en una de las primeras bebidas de Asia en utilizar los nuevos diseños de latas de dos piezas. En la actualidad, Apple Sidra se exporta principalmente a Taiwán, aunque está disponible en otros países en tiendas especializadas en refrescos.

## Problemas de seguridad
En 2019, Oceanic Beverages comenzó a recibir quejas por encontrar contaminantes en las botellas de dos litros de Apple Sidra. Esto les llevó a retirar 1,2 millones de botellas de Apple Sidra por una contaminación en ellas. Se sospecha que la contaminación se debe a un fallo de esterilización en sus fábricas. Se cree que alrededor de 80 000 botellas de dos litros producidas entre el 4 de julio y el 18 de julio de 2018 están contaminadas, según Oceanic Beverages. La compañía fue multada dos veces en 2018 debido a una contaminación diferente en los productos Apple Sidra que viola la Ley que rige la seguridad y el saneamiento de los alimentos. Se les impuso una multa de un millón de dólares neozelandeses en noviembre de 2018 y de 1 200 000 dólares neozelandeses en diciembre de 2018.